# القوات المسلحة القطرية
القوات المسلحة القطرية هي الجيش النظامي لـدولة قطر، منذ عام 2015، نفذت قطر التجنيد العسكري الإلزامي بمعدل 2000 خريج سنويًا، واعتبارًا من عام 2010، بلغ إجمالي نفقات الدفاع في قطر 1.913 مليار دولار، أي حوالي 1.5٪ من الناتج القومي. وفي أغسطس 1994 وقعت قطر ميثاق دفاعي مع فرنسا مقابل الموافقة على شراء 12 طائرة ميراج 5-2000 (Mirage 2000-5 EDA/DDA) كما وقعت مؤخراً اتفاقات دفاعية مع الولايات المتحدة والمملكة المتحدة، كما تلعب دور نشط الجهود الدفاعية لمجلس التعاون الخليجي وادت دور هام أثناء حرب الخليج وخاصه معركة الخفجي.

## أفرع القوات القطرية
- القوات البرية القطرية
- القوات البحرية القطرية
- القوات الجوية القطرية
- الدفاع الجوي القطري
- الشرطة العسكرية
- القوات الخاصة القطرية

## الإنفاق العسكري
بالدولار الأمريكي حوالي 816 مليون (للسنة 99-2000) من نمو الناتج المحلي 8.1% (للسنة 99-2000). الحكومة القطرية أنفقت حوالي 2,91 مليار دولار أمريكي على قطاع الدفاع في عام 2005، مقارنة بمتوسط إنفاق مليار دولار سنويا في أوائل التسعينيات. قطر استنفذت 32.5 % من أجمالي إنفاقها في الفترة بين 2000 و2004 لصالح قواتها العسكرية، وتلك ثالث أكبر نسبة إنفاق دفاعي في العالم العربي (يسبقها عمان ثم البحرين).
فاستيراد قطر للسلاح والمعدات العسكرية شهد انخفاضا ملحوظا في السنوات الماضية، ففي عام 1994 استوردت الحكومة القطرية سلاح بقيمة 1,3 مليار دولار، و625 مليون عام 1997، ومليار واحدا في 1999، ولكن متوسط قيمة استيراد السلاح في الأعوام السابقة انخفضت لأقل من 50 مليون دولار في السنة. وتأتي 80 % من الموارد الآلية للقوات القطرية المسلحة من فرنسا، وإن شهدت السنوات الماضية ارتفاعا في التعاون القطري-الأمريكي والقطري-البريطاني في مجال الدفاع. وفي الوقت الحالي تحاول بريطانيا إتمام صفقة مع الحكومة القطرية لتزويدها بطيارات الهوك الحربية Hawk training/fighting aircraft. ومن الجدير بالذكر أن بريطانيا كانت قد وردت لقطر حاملات أفراد مدرعة من طراز بيرنا Piranha Armored Personnel Carrier وقوارب الدورية السريعة من طراز فيتا Vita fast patrol craft. والولايات المتحدة تقدمت لقطر بعرض لبيع طائرات الـ F-16 ونظام البيتريوت للدفاع الجوي Patriot air defense system.
والجيش القطري يتكون من 36,000 فرد وذلك يعد حجما جيدا بالنسبة للاحتيجات دولة قطر. بالاضافه إلى ذلك أن دولة قطر تتمتع بحماية أمريكية بحكم تواجد قاعدة للقوات الأمريكية داخل البلاد. أما عن المعدات العسكرية، فنجد أن موارد الجيش الآلية متواضعة الحجم وفي بعض الأحيان محدودة الجودة، فعلى سبيل المثال الدبابات التي تمتلكها القوات القطرية (30 دبابة من طراز أي أم أكس-30) ولكن تم حديثا اضافه دبابات ليوبارد الألمانية الصنع للخدمه في القوات المسلحة القطرية وهي تعتبر إحدى احدث واقوى الدبابات في العالم. وفي الوقت نفسه يتميز الجنود القطريون بتدريب جيد. وفي تاريخ 18 من ديسمبر لعام 2017 تم الكشف للاول مره عن منظومه صواريخ باليستية SY400 صينيه الصنع في العرض العسكري في اليوم الوطني. منظومه الصواريخ الباليستية SY400 تعتبر منظومه متطوره ذات مدى 400 كيلو متر.
وسلاح الطيران القطري لم يمر بتغيرات ملحوظة منذ بداية التسعينيات، باستثناء زيادة في عدد طائرات النقل. فأن تدريب طياري السلاح الجوي يؤهلهم للقيام بمهمات بسيطة ولكن سلاح الطيران ليس مجهزا للقيام بأنشطة عسكرية جادة بدون مساعدات خارجية. حيث عقدت قطر صفقة مع الهند لبيع طائرتها الميراج Mirage 200-5 multi-role aircraft ترقبا لصفقة محتملة لشراء طائرات الـ F-16.
وتمتلك القوات القطرية نظام دفاع جوي ولكنه لا يشمل أية صواريخ أرض-جو بعيدة أو متوسطة المدى. وهذه الأنظمة تدار بمعرفة السلاح الجوي وتشغل بواسطة القوات البرية. ونمتلك قطر 75 صاروخ أرض جو.
أما القوات القطرية البحرية تتكون من 4,000 فرد بما يتضمن رجال الشرطة البحرية والعاملين بوحدات الدفاع الساحلي. وتلعب هذه القوات دورا كبيرا في تأمين الممرات المائية التي تعتمد عليها قطر لتصدير النفط والموارد الأخرى. ولدي قطر ما يقرب من 250 زورق وقارب سريعة مجهزة بقدرة صاروخية جيده.
ويشير مركز الدراسات الإستراتيجية والعالمية إلى أن الموارد البشرية في القوات البحرية زادت بـ 1,100 فرد منذ عام 1990. وبناء على الإحصائيات المطروحة يقدر التقرير أن القوات البحرية القطرية تتمتع بمؤهلات محدودة لخوض معارك جادة ولكنها صالحة للقيام بالمهام اللازمة لمكافحة الإرهاب وعمليات التهريب.